# Roger Green
Roger Green eller Roger Norris-Green, född 10 mars 1938 i Brighton, Storbritannien, är en författare som främst skrev västernberättelser åt Cleveland Publishing under pseudonymerna Cole Shelton, Ben Taggart, Sundown McCabe, Cord Brecker, Matt Hollinger, Brad Houston och Lesley Rogers. 

## Biografi
1950 flyttade Green med sina föräldrar till Australien. 1964 utkom hans debutbok, Apache crossing, under pseudonymen Cole Shelton. Samma pseudonym användes för böckerna om Shane and Jonah.
Green skrev omkring 140 västernromaner och var verksam fram till 2010-talet. .
Han är gift med Elaine och bor i Moonta Bay, South Australia.

### Som Cole Shelton
- Crippled gun 1968? (Vilt hat, 1969, Mustang 138)
- Blood money (Utsedd att dö, 1969, Mustang 142)
- The prodigal gunslinger (Revansch i Rimrock, 1969, Sheriff 67)
- Six bullets to showdown 1970 (Sex skott för sex liv, 1978, Sheriff 134)
- The deadly breed (Sheriffen i Yukon City, 1978, Mustang 216)
- Lament for a lawman (Två på dödligt spår, 1979, Wild West 65)